# Гай Стертиний Ксенофон
Гай Стертиний Ксенофон (лат. Gaius Stertinius Xenophon; около 10 года до н. э., о. Кос, римская провинция Азия — после 54 года, там же) — древнегреческий медик времен ранней Римской империи.
Как говорят, происходил из семейства, ведущего свой род от древнегреческого бога медицины Асклепия или Эскулапа. Родился на о. Кос, принадлежавший римской провинции Азия. Об отце Ксенофона нет сведений, хотя предположительно, что он был врачом. Ксенофон сперва учился у отца, затем в Храме Асклепиадов.
После учёбы перебрался в Рим. Некоторое время служил в армии, и именно благодаря его участию в вооруженных силах Клавдий впервые узнал о славе Ксенофонта как врача. По мере того, как его медицинская репутация росла, заслужил благосклонность Клавдия и стал личным врачом императора с зарплатой в 500 тыс. сестерций (вдвое больше обычного гонорара). Ксенофонт стал очень богатым. Жил, владея поместьем, расположенным на Целийском холме.
Сумел получить для себя, брата и дяди права римского гражданства, был с ними причислен к сословию всадников.
Впоследствии Ксенофон получил военную должность (лат. praefectus fabrum) и награды в виде золотого венца и копья на британском триумфе после того, как сопровождал в 43 году Клавдия в походе по Римскому завоеванию Британии. В 53 году для своего родного города на о. Кос получил освобождение от налогов. В благодарность его соотечественники поставили в честь Ксенофона статуи и отчеканили памятные монеты с его изображением. Сам Ксенофон израсходовал значительные средства на общественные здания в Неаполе.
Как пишет историк Тацит в своих «Анналах» в 54 году в сговоре с Агриппиной Ксенофон отравил Клавдия, введя павлинье перо в горло (глотку) императора (якобы для того, чтобы заставить его блевать после еды), которое вроде бы было пропитано ядом. После смерти Клавдия вернулся на родину и сделал пожертвования в Святилище Асклепия. О дальнейшей судьбе ничего не известно. Вместе с братом Квинтом оставил наследство в 30 млн сестерций.
Ксенофонта, в первую очередь, помнят за его предполагаемую причастность и сотрудничество в убийстве Клавдия. Вопрос о том, была ли смерть Клавдия действительно убийством из-за отравления, до сих пор вызывает споры.